# Liste der Monuments historiques in Geville
Die Liste der Monuments historiques in Geville führt die Monuments historiques in der französischen Gemeinde Geville auf.

## Liste der Immobilien
| Bezeichnung      | Beschreibung                                                                              | Standort                                              | Kennzeichnung | Schutzstatus | Datum | Bild           |
| ---------------- | ----------------------------------------------------------------------------------------- | ----------------------------------------------------- | ------------- | ------------ | ----- | -------------- |
| Kirche St-Léger  | ehemalige Wehrkirche; Glockenturm aus dem 12. Jahrhundert, Schiff aus dem 16. Jahrhundert | Gironville-sous-les-Côtes, rue de la Côte Omée (Lage) | PA00106539    | Classé       | 1908  | weitere Bilder |
| Kloster Rangéval | 1729 erbaut, Architekt Nicolas Pierson                                                    | Corniéville, rue de l’Abbaye (Lage)                   | PA00106538    | Classé       | 1965  | weitere Bilder |

## Liste der Objekte
| Bezeichnung                              | Beschreibung | Standort                                                 | Kennzeichnung | Schutzstatus | Datum | Bild |
| ---------------------------------------- | --- | -------------------------------------------------------- | ------------- | ------------ | ----- | ---- |
| Kruzifix                                 | Holz, farbig gefasst, 18. Jahrhundert                                                                                                 | Gironville-sous-les-Côtes, in der Kirche St-Léger (Lage) | PM55001148    | Classé       | 1996  |      |
| Reliquienbüste Heiliger Matthias         | Holz, Kupfer, versilbert, Messing, erste Hälfte des 19. Jahrhunderts                                                                  | Jouy-sous-les-Côtes, in der Kirche St-Étienne (Lage)     | PM55000973    | Classé       | 1993  |      |
| Taufbecken                               | Kalkstein, bemalt, bezeichnet 1602 | Gironville-sous-les-Côtes, in der Kirche St-Léger (Lage) | PM55001881    | Inscrit      | 1994  |      |
| Rechter Seitenaltar                      | Retabel; Stein, farbig gefasst, 17. Jahrhundert                                                                                       | Gironville-sous-les-Côtes, in der Kirche St-Léger (Lage) | PM55001882    | Inscrit      | 1998  |      |
| Liturgische Gewänder                     | Kasel und Stola; Seide, bestickt, zweites Viertel des 19. Jahrhunderts; im Centre départemental d’art sacré in Saint-Mihiel deponiert | Corniéville, in der Kirche St-Symphorien (Lage)          | PM55001747    | Inscrit      | 1996  |      |
| Weihwasserbecken (1)                     | Kalkstein, 18. Jahrhundert | Gironville-sous-les-Côtes, in der Kirche St-Léger (Lage) | PM55001879    | Inscrit      | 1994  |      |
| Weihwasserbecken (2)                     | Kalkstein, 16. Jahrhundert | Gironville-sous-les-Côtes, in der Kirche St-Léger (Lage) | PM55001880    | Inscrit      | 1994  |      |
| Kanzel                                   | Holz, 18. Jahrhundert | Corniéville, in der Kirche St-Symphorien (Lage)          | PM55002766    | Inscrit      | 1984  |      |
| Skulptur Madonna                         | aus einer Kreuzigungsgruppe; Holz, farbig gefasst, um 1520                                                                            | Gironville-sous-les-Côtes, in der Kirche St-Léger (Lage) | PM55000256    | Classé       | 1970  |      |
| Pietà                                    | Holz, übertüncht, 17. Jahrhundert | Gironville-sous-les-Côtes, in der Kirche St-Léger (Lage) | PM55001883    | Inscrit      | 2000  |      |
| Hauptaltar                               | Altartisch und Retabel; Stein und Holz, farbig gefasst und vergoldet, 18. Jahrhundert; aus dem Kloster Rangéval                       | Corniéville, in der Kirche St-Symphorien (Lage)          | PM55001745    | Inscrit      | 1981  |      |
| Gilbrinus-, Probus- und Donatusreliquiar | Messing, versilbert, 18. Jahrhundert; im Centre départemental d’art sacré in Saint-Mihiel deponiert                                   | Gironville-sous-les-Côtes, in der Kirche St-Léger (Lage) | PM55000974    | Classé       | 1993  |      |